# Nembo (destroyer, 1927)
Pour les articles homonymes, voir Nembo (destroyer).
Le Nembo (fanion « NB ») était un destroyer italien de la classe Turbine lancé en 1927 pour la Marine royale italienne (en italien : Regia Marina). 

## Conception et description
Les destroyers de la classe Turbine étaient des versions agrandies et améliorées de la classe Sauro. Afin d'améliorer leur vitesse, ils ont été allongés et dotés de machines de propulsion plus puissantes que les navires précédents. Ils disposaient ainsi de plus d'espace pour le carburant, ce qui augmentait également leur endurance.
Ils avaient une longueur totale de 93,2 mètres, une largeur de 9,2 mètres et un tirant d'eau moyen de 3 mètres. Ils déplaçaient 1 090 tonnes  à charge normale et 1 700 tonnes à pleine charge. Leur effectif était de 12 officiers et 167 sous-officiers et marins.
Les Turbine étaient propulsées par deux turbines à vapeur à engrenage Parsons, chacune entraînant un arbre d'hélice à l'aide de la vapeur fournie par trois chaudières Thornycroft. La puissance nominale des turbines était de 40 000 chevaux (30 000 kW) pour une vitesse de 33 nœuds (61 km/h) en service , bien que les navires aient atteint des vitesses supérieures à 36 nœuds (67 km/h) pendant leurs essais en mer alors qu'ils étaient légèrement chargés. Ils transportaient 274 tonnes de fuel, ce qui leur donnait une autonomie de 3 200 milles nautiques (5 900 km) à une vitesse de 14 nœuds (26 km/h).
Leur batterie principale était composée de quatre canons de 120 millimètres dans deux tourelles jumelées, une à l'avant et une à l'arrière de la superstructure. La défense antiaérienne des navires de la classe Turbine était assurée par une paire de canons AA de 40 millimètres "pom-pom" dans des supports simples au milieu du navire et un support jumelé pour des mitrailleuses Breda Model 1931 de 13,2 millimètres. Ils étaient équipés de six tubes lance-torpilles de 533 millimètres dans deux supports triples au milieu du navire. Les Turbine pouvaient transporter 52 mines.

## Construction et mise en service
Le Nembo est construit par le chantier naval Cantieri Navali del Tirreno Riuniti à Riva Trigoso - Sestri Ponente en Italie, et mis sur cale le 21 janvier 1925. Il est lancé le 27 janvier 1927 et est achevé et mis en service le 24 octobre 1927. Il est commissionné le même jour dans la Regia Marina.

## Histoire du service
En 1929, le Nembo, ainsi que ses navires-jumeaux (sister ships) Turbine, Euro et Aquilone, constituent le IIe escadron de la Ire flottille de la Ire division de torpilleurs, qui fait partie de la Ire escadre navalebasée à La Spezia. Dans les années entre 1929 et 1932, le destroyer participe à quelques croisières en Méditerranée.

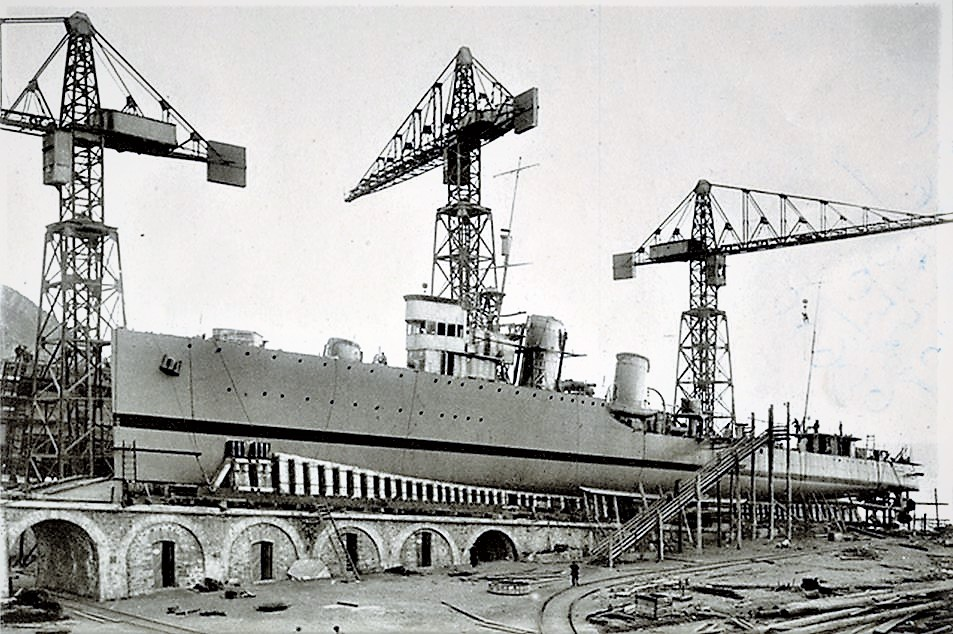
Le Nembo en construction dans les chantiers navals de Riva Trigoso.

En 1931, le Nembo, ainsi que ses navires-jumeaux Zeffiro, Espero et Euro et le croiseur éclaireur Ancona, ainsi que deux flottilles de destroyers (composées respectivement d'un croiseur éclaireur et de six destroyers et d'un croiseur éclaireur et de quatre destroyers), forment la IIe division de la Ire escadre.
En 1932, le destroyer est parmi les premières unités de la Regia Marina à recevoir une unité de tir de type " Galileo-Bergamini ", conçue par, à l'époque, le capitaine de vaisseau (capitano di vascello) Carlo Bergamini (dont le Nembo est le navire amiral, en tant que chef d'escadron du Ier escadron de Destroyers). Ce n'est pas le seul changement que le navire subit au cours de ses premières années de service: l'armement anti-aérien est en effet augmenté avec le chargement d'une mitrailleuse jumelée de 13,2/76 mm et les installations à bord sont améliorées. Sous le commandement de Bergamini, du 25 mars au 15 septembre 1932, le Ier escadron, composé du Nembo, du Aquilone, duTurbine et du Euro, subit une période d'entraînement intense avec les nouvelles unités de tir, qui aboutit à la formation d'équipages hautement qualifiés et à la décision d'équiper de nombreux autres navires de la Regia Marina avec les unités "Galileo-Bergamini".
En 1934, le Nembo, avec le Turbine, le Aquilone et le Euro, constitue le VIIIe escadron de destroyers, affecté, avec le IVe escadron (composée par les quatre autres unités de la classe Turbine), à la IIe division navale (croiseurs lourds Fiume et Gorizia). La même année, le navire est temporairement déployé en mer Rouge avec le leader de la classe: le Turbine.
En 1936-1938, le navire participe à la guerre civile d'Espagne, en opérant pour contrer la contrebande de fournitures pour les troupes républicaines espagnoles,. En novembre 1937, l'unité subit des travaux au chantier naval de Naples.
Lorsque l'Italie entre dans la Seconde Guerre mondiale, le Nembo appartient, avec ses navires- jumeaux Turbine, Euro et Aquilone, au Ier escadron de destroyers, basé à Tobrouk, où il est déployé en mars 1940. Les unités de la classe Turbine, compte tenu de leur âge et de leur vitesse, réduite de 33-36 (61 à 66 km/h) à 31 nœuds (57 km) en raison du service intense dans les années 30, sont jugées inadéquates pour être utilisées avec l'escadre navale, et, considérées comme des unités consommables, sont donc déplacées en Libye: le Ier escadron dépend opérationnellement de la "Marina Tobruk".

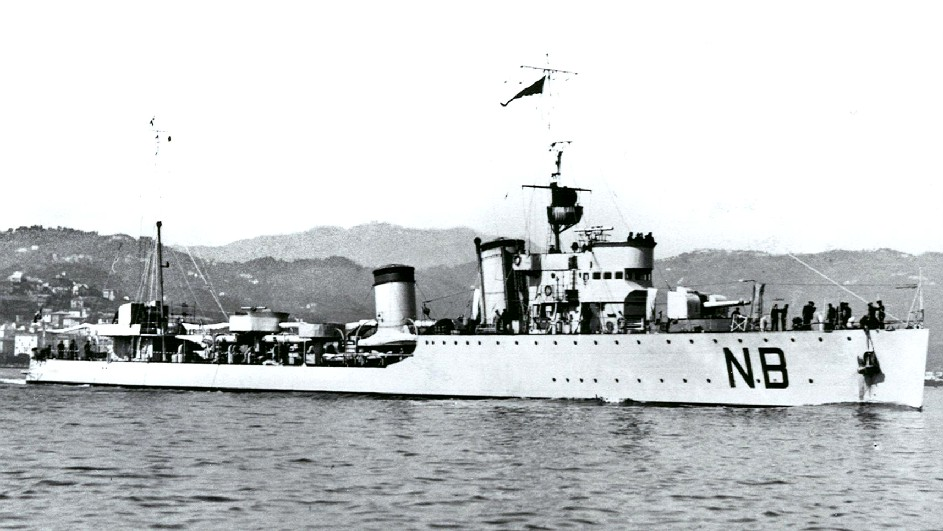
Le Nembo en navigation.

Immédiatement après l'entrée en guerre, le Nembo est affecté à des tâches d'escorte de convois, mais il n'a le temps d'effectuer qu'une seule mission. Entre le 6 juin et le 10 juillet, les quatre unités du Ier escadron, ainsi que le mouilleur de mines auxiliaire Barletta, posent 14 champs de mines dans les eaux libyennes (notamment autour de Tobrouk), pour un total de 540 mines.
Dans la nuit du 14 au 15 juin 1940, le Nembo, commandé par le capitaine de corvette (capitano di corvetta) Emanuele Marzio Ventura Messia De Prado (qui restera à la tête de l'unité jusqu'à sa perte), participe au bombardement naval, effectué entre 3h49 et 4h05 du matin avec le Turbine et le Aquilone, des positions britanniques à Sollum,. Au cours de l'attaque, un total de 220 obus de 120 mm sont tirés.
Le 17 juin, le destroyer est attaqué sans succès par le sous-marin britannique HMS Parthian (N75) dans les eaux au large de Tobrouk.
Le 26 juin, l'unité participe à un deuxième bombardement naval de Sollum. Ces attaques ont pour but d'affaiblir les défenses britanniques dans cette zone avant l'offensive italienne qui devait avoir lieu peu après.
Le 19 juillet 1940, le Nembo se trouve à Tobrouk, amarré à la bouée C3, sur le côté sud de la baie, devant son navire-jumeau Ostro, qui est amarré à la bouée C4. À bord du destroyer, ainsi que des autres unités militaires, les services de défense et de sécurité sont en vigueur: les mitrailleuses 40/39 et 13,2 mm sont armées et prêtes à tirer, les chambres sont occupées et les écoutilles et portes étanches sont fermées. Telles sont les procédures réglementaires pour les attaques aériennes sur le poste d'amarrage. Le personnel non nécessaire à ces services est transféré sur les navires à vapeur Sabbia et Liguria. Deux semaines auparavant, lors d'un raid de bombardiers-torpilleurs Fairey Swordfish effectué le 5 juillet, le destroyer Zeffiro et le vapeur Manzoni ont été coulés et le destroyer Euro et les vapeurs Liguria et Serenitas ont été sérieusement endommagés (le Nembo, qui était amarré à la même position à la bouée C3, n'avait pas été attaqué).
À 21h54 le 19 juillet, la base libyenne est mise en alerte par l'arrivée de six bombardiers-torpilleurs Fairey Swordfish du 824e escadron (824th Squadron) de la Fleet Air Arm, qui décollent de Sidi Barrani. Les appareils sont envoyés sur la base dans le but précis d'attaquer les navires amarrés dans la rade et arrivent au-dessus de la base à 22h30. Après avoir dû effectuer plusieurs passages au-dessus de la rade pour éviter les puissants tirs anti-aériens des défenses terrestres, repérer les cibles et préparer l'attaque, les bombardiers-torpilleurs passent à l'attaque vers 1h30 du matin le 20 juillet, tandis que les navires amarrés ouvrent également le feu avec leurs canons anti-aériens. Le Croiseur cuirassé San Giorgio ouvre le feu au sud avec une très faible élévation, puis déplace rapidement son tir vers l'ouest, ce qui, à bord du Nembo, indique clairement qu'une attaque anti-aérienne est en cours.

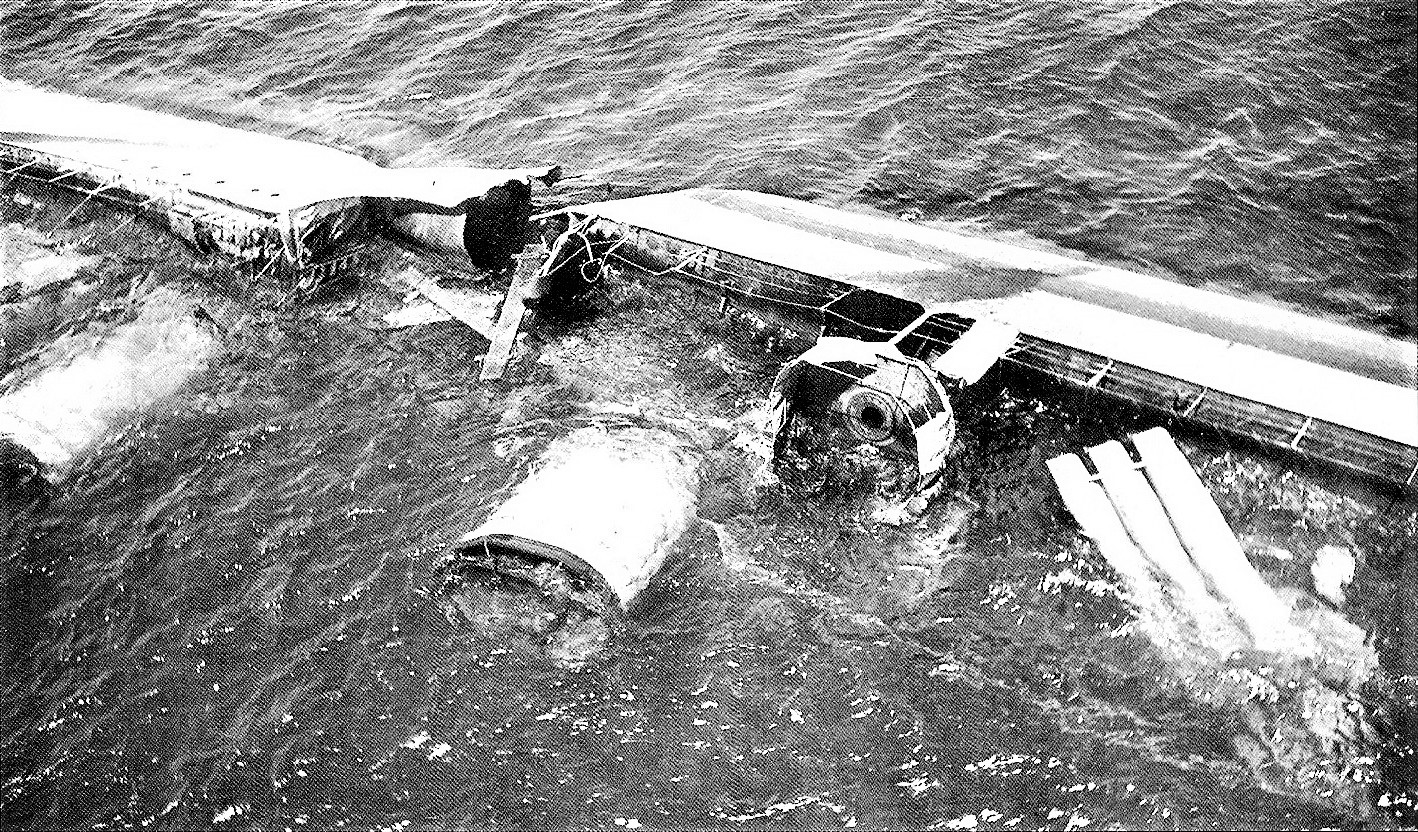
L'épave du Nembo dans le port de Tobrouk, en juillet 1940. L'entaille causée par l'explosion de la torpille est clairement visible.

Le premier navire à être torpillé, à 1h32 du matin, est le vapeur Sereno, qui coule lentement par l'arrière. À 1h34, le Ostro est touché, il coule après la déflagration d'un dépôt de munitions, projetant des éclats d'obus également sur le Nembo. Tandis que sur cette dernière unité organisent les sauvetages pour ramener le Ostro, le Nembo, à 1h37, est également atteint par une torpille, larguée par le Swordfish du Lieutenant S. Ashley, au milieu du navire, sur le côté tribord, entre les chaufferies 2 et 3,. Le destroyer chavire lourdement sur le côté opposé, projetant plusieurs hommes à l'eau (le rail du canon de 40/39 mm de bâbord est submergé presque immédiatement), touche le fond (sept à huit mètres de profondeur), se couche sur son côté bâbord et coulé dans les bas-fonds à 1h45 du matin,,. Une partie du côté tribord et des cheminées reste émergée de l'eau,.
La recherche des disparus, commencée avant même la fin de l'attaque, se poursuit jusqu'au lendemain matin. Parmi l'équipage du Nembo, 25 hommes sont tués, tandis que 4 sont blessés. Le fait qu'une partie des équipages des destroyers ait été logée non pas à bord de leurs unités respectives, mais sur le Sabbia et le Liguria, a contribué à limiter les pertes.
Après le naufrage, deux médailles d'argent de la valeur  militaire sont décernées à autant de membres de l'équipage du navire: l'une au commandant de bord De Prado, qui a fait de son mieux pour sauver l'équipage, abandonnant même son propre gilet de sauvetage, et l'autre au second canonnier Luigi Brignolo, qui a été gravement blessé dans le naufrage et a été amputé du membre inférieur droit.
Les pièces d'artillerie du Nembo et du Ostro, retirées des épaves des deux destroyers, sont transportées vers des stations côtières et utilisées pour la défense de Bardia.

### Commandants
- Capitaine de corvette (Capitano di corvetta) Emanuele Marzio Ventura Messia De Prado (né le 1er juin 1905) (10 juin - 20 juillet 1940)

## Sources
- (it) Cet article est partiellement ou en totalité issu de l’article de Wikipédia en italien intitulé « Nembo (cacciatorpediniere 1927) » (voir la liste des auteurs).